# Horizon Therapeutics
Horizon Therapeutics Public Limited Company (anciennement Horizon Pharma) est une entreprise pharmaceutique ayant ses principales activités aux États-Unis mais dont le siège social est en Irlande. Ses principaux produits sont liés au domaine de la douleur, de l'inflammation et de l'arthrite.

## Histoire
En septembre 2014, Horizon Pharma acquiert l'entreprise irlandaise Vidara pour 660 millions de dollars en actions et en liquidité. Il réalise dans le même temps une inversion en plaçant son siège social en Irlande,.
En mars 2015, Horizon Pharma acquiert Hyperion, une entreprise américaine spécialisée dans le traitement de maladies rares dont celles du cycle de l'urée.
En juillet 2015, Horizon Pharma lance une offre d'acquisition de manière hostile sur Depomed, entreprise américaine également spécialisée dans les médicaments contre la douleur, pour 3 milliards de dollars, après que le conseil d'administration de ce dernier ait rompu leurs négociations. En novembre 2015, Horizon Pharma annonce l'abandon de cette offre.
En février 2021, Horizon Therapeutics annonce l'acquisition pour 3,05 milliards de dollars de Viela Bio, spécialisée dans un traitement contre une maladie rare neurologique.

## Principaux actionnaires
Au 22 janvier 2020
| The Vanguard Group             | 9,02% |
| Lone Pine Capital              | 7,47% |
| Renaissance Technologies       | 4,99% |
| Paulson & Co.                  | 4,36% |
| Deerfield Management Company   | 3,45% |
| Consonance Capital Management  | 3,32% |
| Essex Woodlands Management     | 3,11% |
| Fidelity Management & Research | 2,96% |
| BlackRock Fund Advisors        | 2,89% |
| D. E. Shaw & Co                | 2,73% |